# Руйе, Оливье
Оливье́ Руйе (фр. Olivier Rouyer; род. 1 декабря 1955[…], Нанси) — французский футболист и футбольный тренер, играл на позиции атакующего полузащитника.

## Биография

### Клубная карьера
Руйе в течение восьми сезонов играл за «Нанси», в составе которого выиграл Кубок Франции 1978 года. Он также в течение одного сезона играл на правах аренды за «Шомон».
В 1981 году, Руйе перешёл в «Страсбур», в котором отыграл три сезона. По окончании сезона, в 1984 году перешёл в «Олимпик Лион», в котором играл два сезона. Затем он играл за любительские клубы, в которых закончил карьеру.

### Карьера в сборной
В составе сборной Франции принимал участие на Олимпиаде 1976 года, на которых французы проиграли в 1/4 финала будущим олимпийским чемпионам сборной ГДР со счётом 4:0.
Спустя два года, был участником чемпионата мира 1978 года, где сыграл за сборную два матча; по итогам группового этапа французы не вышли из группы. Всего за сборную Франции сыграл 17 матчей и забил два мяча.

### Тренерская карьера
Был главным тренером клубов «Нанси» (1991—1994) и «Сьона», с которым работал в 1999 году.

### Личная жизнь
В феврале 2008 года сделал каминг-аут, став первым французским футболистом, который сделал это заявление.

## Достижения
«Нанси»
- Обладатель Кубка Франции (1) : 1977/78